# 千果榄仁
千果榄仁（学名：Terminalia myriocarpa）为使君子科诃子属的植物。分布于越南、印度、锡金、老挝、缅甸、马来西亚、泰国以及中国大陆的西藏、广西、云南等地，生长于海拔500米至2,500米的地区，常生于山谷、山坡阔叶林中、疏林中、山谷密林下和阴湿地，目前尚未由人工引种栽培。

## 别名
大马缨子花，千红花树（云南）

## 异名
- Terminalia myriocarpa Van Huerck et Muell.-Arg. var. hirsuta Craib